# Trần Đại Quang
Trần Đại Quang (Ninh Binh tartomány, 1956. október 12. – 2018. szeptember 21.) Vietnám 8. elnöke 2016. április 2. óta.
Ő volt a közbiztonságért felelős miniszter 2011. augusztus 3. és 2016. április 2. között.

## Életrajza
Főiskolai jogi diplomát szerzett. 1975. december 20-tól a Kommunista Párt tagja. 

## Fordítás
- Ez a szócikk részben vagy egészben  a   Tran Dai Quang című angol Wikipédia-szócikk ezen változatának fordításán alapul.  Az eredeti cikk szerkesztőit annak laptörténete sorolja fel. Ez a jelzés csupán a megfogalmazás eredetét és a szerzői jogokat jelzi, nem szolgál a cikkben szereplő információk forrásmegjelöléseként.